# Johanes Flinto
Johanes Flinto (1787 — 27. januar, 1870) je bio dansko-norveški slikar koji je veći deo svoje karijere proveo u Norveškoj slikajući i podučavajući druge da slikaju. Poznat je po pejzažima i prikazima iz skandinavske istorije.

## Biografija
Flinto je rođen u Kopenhagenu 1787. Od 1802. do 1805. je bio na Danskoj kraljevskoj akademiji likovnih umetnosti gde je učio za scenskog slikara i dekorativnog umetnika.
U Norvešku se preselio 1811. godine gde je predavao u Školi crtanja (Tegneskolen) u Oslu od 1819. do 1851. godine. Medju njegovim ucenicima su bili neki od vodećih umetnika epohe kao što su Johan Fredrik Ekersberg i Hans Gude.

## Zaostavština
Flinto se kasnije vratio u Dansku i 27. januara 1870. godine umro u Kopenhagenu. Ostao je upamćen po svom uticaju na razvoj pejzažnog slikarstva u 19. veku Norveškoj u vreme kada je cvetao nacionalni romantizam. On je sam često putovao po Norveškoj slikajući pejzaže i narodne nošnje.ref>Torsten Gunnarsson (1998). Nordic Landscape Painting in the Nineteenth Century. University Press. ISBN 978-0-300-07041-5.</ref>

## Galerija
- Crown for norsk prins (1846)
- Fugleværelset (1841)
- Myrhorn (ca 1840)
- Fra Krundalen, Norge (1822)
- Stave church of Heddal, Notodden, Norway (1828)

## Literatura
- Noss, Aagot Johannes Flintoes draktakvarellar (Det Norske Samlaget. 1970) (in Norwegian)

## Spoljašnje veze
- Johannes Flintoe on Artnet
- O.Væring Gallery of Norwegian Art